# Hapithus
Hapithus is een geslacht van rechtvleugeligen uit de familie krekels (Gryllidae). De wetenschappelijke naam van dit geslacht is voor het eerst geldig gepubliceerd in 1864 door Uhler.

## Soorten
Het geslacht Hapithus omvat de volgende soorten:
- Hapithus acutus Saussure, 1878
- Hapithus agitator Uhler, 1864
- Hapithus aigenetes Otte & Perez-Gelabert, 2009
- Hapithus akation Otte & Perez-Gelabert, 2009
- Hapithus annulicornis Saussure, 1874
- Hapithus aphaeretos Otte & Perez-Gelabert, 2009
- Hapithus auditor Otte, 2006
- Hapithus aztecus Saussure, 1874
- Hapithus bellus Otte & Perez-Gelabert, 2009
- Hapithus brevipennis Saussure, 1897
- Hapithus cabralense Otte & Perez-Gelabert, 2009
- Hapithus cantrix Otte & Perez-Gelabert, 2009
- Hapithus cerbatana Otte & Perez-Gelabert, 2009
- Hapithus costalis Saussure, 1878
- Hapithus crucensis Desutter-Grandcolas, 2003
- Hapithus cucurucho Otte & Perez-Gelabert, 2009
- Hapithus dignus Otte & Perez-Gelabert, 2009
- Hapithus elisae Otte & Perez-Gelabert, 2009
- Hapithus emeljanovi Gorochov, 1993
- Hapithus fusiformis Walker, 1869
- Hapithus irroratus Bolívar, 1888
- Hapithus kerzhneri Gorochov, 1993
- Hapithus libratus Otte, 2006
- Hapithus lucreciae Otte & Perez-Gelabert, 2009
- Hapithus mabuya Otte & Perez-Gelabert, 2009
- Hapithus melodius Walker, 1977
- Hapithus montanus Saussure, 1897
- Hapithus mythicos Otte & Perez-Gelabert, 2009
- Hapithus nablista Saussure, 1897
- Hapithus nodulosus Strohecker, 1953
- Hapithus onesimos Otte, 2006
- Hapithus polymechanus Otte & Perez-Gelabert, 2009
- Hapithus protos Otte & Perez-Gelabert, 2009
- Hapithus rolphi Saussure, 1878
- Hapithus samanense Otte & Perez-Gelabert, 2009
- Hapithus symphonos Otte, 2006
- Hapithus tenuicornis Walker, 1869
- Hapithus vagus Morse, 1916